# Jolie Holland
Jolie Holland est une auteure-compositrice-interprète américaine née le 11 septembre 1975 à Houston (Texas). Elle est également l'une des membres fondatrices de The Be Good Tanyas.

## Biographie

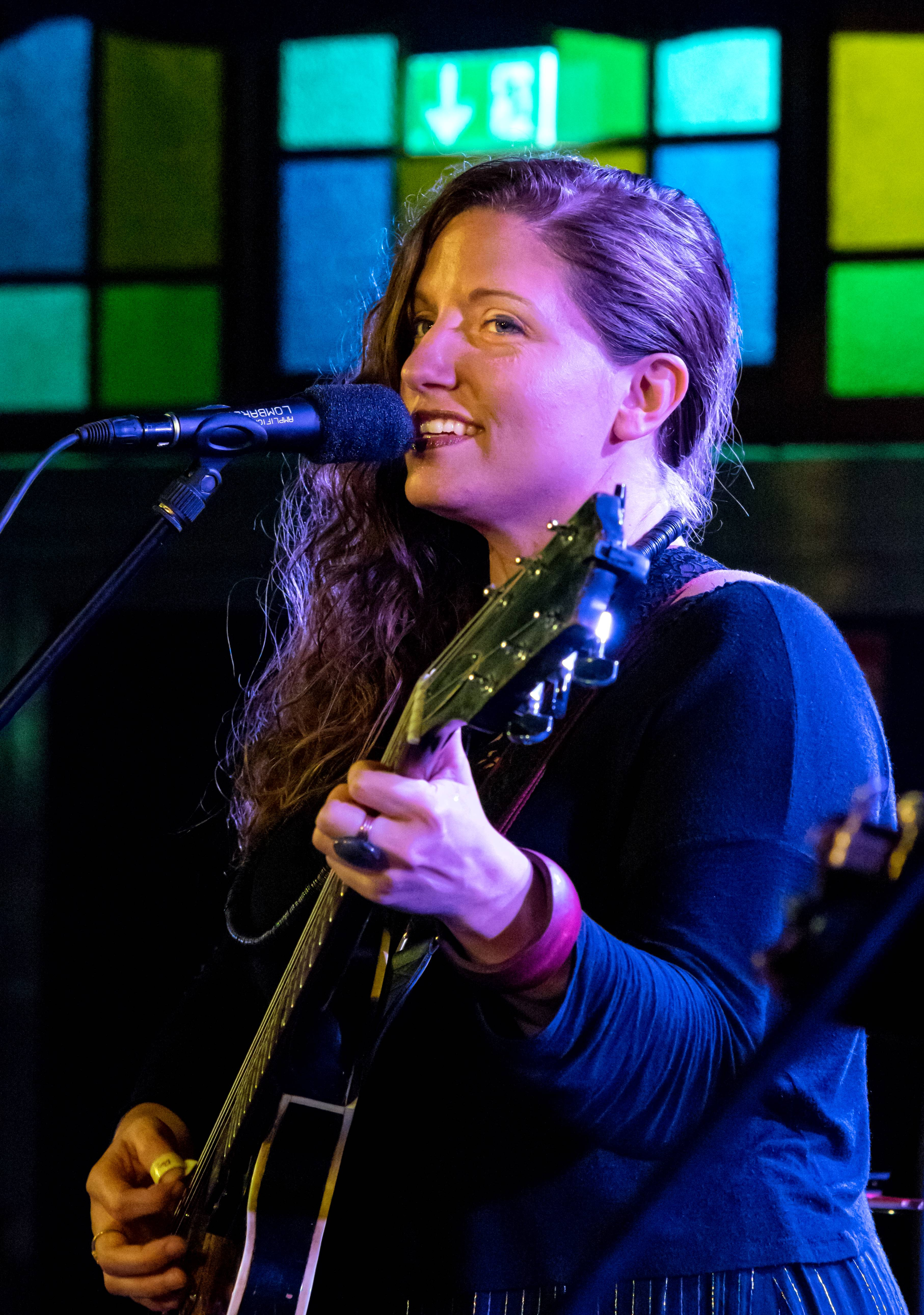
Jolie Holland au Zelt-Musik-Festival de 2015 à Fribourg-en-Brisgau, Allemagne.

Jolie Holland revisite dans ses morceaux les racines de la musique américaine : folk, country, blues, jazz, tout en affirmant une identité propre. Escondida, son second disque (qui comprend Old Fashioned Morphine, morceau repris par de nombreux groupes), suscitera l'enthousiasme de Tom Waits, Elvis Costello, et d'une bonne part de la critique.

## Discographie

### Albums
- Catalpa 2003
- Escondida 2004
- Springtime Can Kill You 2006
- The Living and the Dead 2008
- Pint of Blood 2011
- Wine Dark Sea 2014
- (& Samantha Parton) Wildflower Blues 2017